# Profecías de san Malaquías
Las Profecías de san Malaquías son dos textos que se publicaron en 1595 y en 1690, y que desde su publicación se atribuyen al arzobispo católico san Malaquías de Armagh (1094-1148).

## La «Profecía de los Papas» (publicada en 1595)
La «Profecía de los Papas» de san Malaquías apareció en el Lignum vitæ, ornamentum, & decus Ecclesiae (‘El árbol de la vida, el ornamento y la gloria de la Iglesia’), en 1595, publicado en Venecia por el monje benedictino belga Arnoldo Wion (quien era historiador de su orden). Wion dedicó este libro al rey de España Felipe II. El Lignum vitae es una biografía colectiva de los benedictinos elevados a la dignidad episcopal. Tras unos párrafos sobre la figura de san Malaquías, termina diciendo: "[Malaquías] escribió varios opúsculos" e incluye el listado de la profecía de los papas, al que destaca como un texto ya conocido pero aún no publicado.
El libro resultó un éxito en toda la Europa cristiana y nunca fue corregido ni amonestado por la Inquisición. De hecho, Onofrio Panvinio, revisor de la Biblioteca Vaticana, había aceptado completamente en 1556 la autenticidad de las profecías de Malaquías.
La profecía es una serie de 113 pequeños lemas o frases en latín, sin numerar, haciendo alusión alegórica a los siguientes 113 papas que gobernarían la Iglesia católica, desde Celestino II (1143-1144) hasta un último pontífice con el lema Petrus Romanus, incluyendo a los antipapas. Se observa que las divisas correspondientes a los papas posteriores a 1595 son en su mayoría de carácter simbólico y genérico, mientras que las anteriores a esa fecha describen a las figuras de los papas con gran precisión. La lista concluye con el pontífice llamado "Petrus Romanus" o Pedro II (El Romano) y con una vaga cita de carácter apocalíptico.

## Posible demostración del fraude
El jesuita Claude-François Menestrier (1631-1705) demostró que esta supuesta profecía era un fraude. En su  Réfutation des prétendues prophéties de St Malachie de finales del siglo XVII, Ménestrier observa que las profecías hasta Urbano VII, muerto en 1590, se cumplen con precisión,  y los lemas siempre aluden al lugar de origen, al nombre propio o apellido o al escudo del Papa; tomando en cuenta esto, el lema que se debería aplicar a Gregorio XIV (Ex antiquitate urbis) no tiene nada que ver con el origen, el nombre o el escudo de este, pues el cardenal Nicolás Sfrondati había nacido en Soma Lombardo y había sido obispo de Cremona (ciudades antiguas, ciertamente, pero no necesariamente más que cualquier otra ciudad italiana); tampoco en el escudo había nada que hiciese pensar en "la antigüedad de la ciudad". Sin embargo, como observa Ménestrier, el cardenal Girolamo Simoncelli era originario de Orvieto (en latín, y etimológicamente, Urbs Vetus). El autor sigue analizando la lista, y encuentra que desde esa fecha de 1590 ningún papa coincide con el lema presentado por el supuesto Malaquías.
El historiador español José Luis Calvo confirma que hasta el papa Urbano VII (1521-1590) los lemas concuerdan muy bien con los respectivos pontífices y a partir de esa fecha hay que hacer esfuerzos para que coincidan. Existe la posibilidad de que la profecía haya sido hecha por alguien que utilizó el prestigio del erudito y arqueólogo dominico Alfonso Chacón (Alphonsus Ciacconus), quien comentó los lemas en el texto de 1595 hasta Urbano VII. El erudito español Benito Jerónimo Feijoo anota en su Teatro Crítico Universal que la profecía es apócrifa, que le fue entregada a Alfonso Chacón y que solo tiene precisión hasta Urbano VII, lo que muestra el fraude.

## Controversias
Según la hipótesis del Abad Cucherat (1871), san Malaquías escribió la profecía en Roma, entre los años 1139 y 1140 cuando visitaba al Papa Inocencio II para reportarle los asuntos de su diócesis. Entonces entregó su manuscrito al Papa para consolarlo en sus tribulaciones. El Papa guardó el manuscrito en los archivos romanos donde quedó olvidado hasta su descubrimiento en el 1590.

## La profecía y los últimos papas
La relación entre los papas y sus lemas, en algunos puede resultar coincidente, pero en otros solo encaja con explicaciones bastante elaboradas. También hay lemas que son lo suficientemente amplios como para poder ajustarse a muchos papas. Por ejemplo, todos los papas del siglo XX han tenido una "fe intrépida" y han sido "pastores angélicos".
- 101: "Crux de cruce" (Cruz de cruz). Pío IX (1846-1878).
- 102: "Lumen in caelo" (Luz en el cielo). León XIII (1878-1903).
- 103: "Ignis ardens" (Fuego Ardiente). Pío X (1903-1914).
- 104: "Religio depopulata" (Religión devastada). Benedicto XV (1914-1922). En este periodo sucede la Primera Guerra Mundial.
- 105: “Fides intrepida” (Fe intrépida). Pío XI (1922 –1939).
- 106: “Pastor angelicus” (Pastor angélico). Pío XII (1939-1958).
- 107: “Pastor et nauta” (Pastor y navegante). Juan XXIII (1958-1963), fue el Patriarca de Venecia, ciudad de navegantes.
- 108: “Flos florum” (Flor de las flores). Pablo VI (1963-1978). Su escudo contiene la flor de lis (la flor de las flores).
- 109: “De medietate lunae” (De la media luna). Juan Pablo I (1978). Albino Luciani (del italiano, luz blanca). Nació en la diócesis de Belluno (del latín ‘bella luna’). Fue elegido el 26 de agosto de 1978 y falleció un mes después, el 28 de septiembre de 1978.
- 110: “De labore solis” (De la fatiga o trabajo del sol). Juan Pablo II (1978-2005). Fue el pontífice más viajero y el que más tiempo gobernó la iglesia después del mismo san Pedro y de Pío IX. Otros lo interpretan porque el día del nacimiento y muerte de Juan Pablo II hubo un eclipse solar.
- 111: “Gloria olivae” (La gloria del olivo). Benedicto XVI (2005-2013), nació y fue bautizado en un Sábado de Gloria. También se atribuye al escudo de la Orden de los benedictinos que contiene un olivo.
- 112: "In prosecutione extrema S.R.E sedebit Petrus Romanus qui pascet oues in multis tribulationibus, quibus transactis ciuitas septicollis diruetur, & Judex tremendus iudicabit populum suum. Finis”. (Se sentará en la última persecución de la Santa Iglesia Romana Pedro el Romano que apacentará las ovejas en muchas tribulaciones, tras lo cual la ciudad de las siete colinas [probable alusión a Roma] será destruida y el Juez Terrible juzgará a su pueblo. Fin).

## La profecía sobre Irlanda (1690)
La obra fue publicada a fines del siglo XVIII por el monje benedictino e historiador francés Dom Mabillón (1632-1707). Según él, esta obra era un «antiguo manuscrito preservado en Claraval».
Este texto ―que se supone escrito por Malaquías― hace referencia a los sucesos futuros en Irlanda. Su redacción, muy distinta a la de la profecía de los papas, predice que Irlanda caerá en manos de los ingleses y sufrirá persecuciones y calamidades de todo tipo durante «una semana de siglos» (supuestamente entre fines del siglo XII y fines del siglo XIX). Transcurrido este tiempo, Irlanda sería «liberada de sus opresiones», sufriría toda clase de castigos terribles, y entonces desempeñaría un papel prioritario en la conversión de Inglaterra al catolicismo.
Las «profecías» que acierta es la aparición del anglicanismo en Inglaterra en 1536 y la semana de siglos de persecuciones y calamidades, liberándose Irlanda tras la Primera Guerra Mundial.